# Chen Tong
Chen Tong 陈东 (外交官)  fue un diplomático de carrera chino.
- De abril de 1963 a marzo de 1963 fue consejero de embajada en Moscú.
- A partir de agosto de 1965 Cónsul General en Gdansk (Polonia)
- A partir de octubre de 1967 fue Encargado de negocios en Varsovia.
- De agosto de 1972 a octubre de 1977 fue embajador en Reikiavik.
- Del 20 de marzo de 1978  al 30 de abril de 1982 fue embajador en Berlín Este.